# Bulbophyllum spathaceum
Bulbophyllum spathaceum là một loài phong lan thuộc chi Bulbophyllum.